# DB Class 610

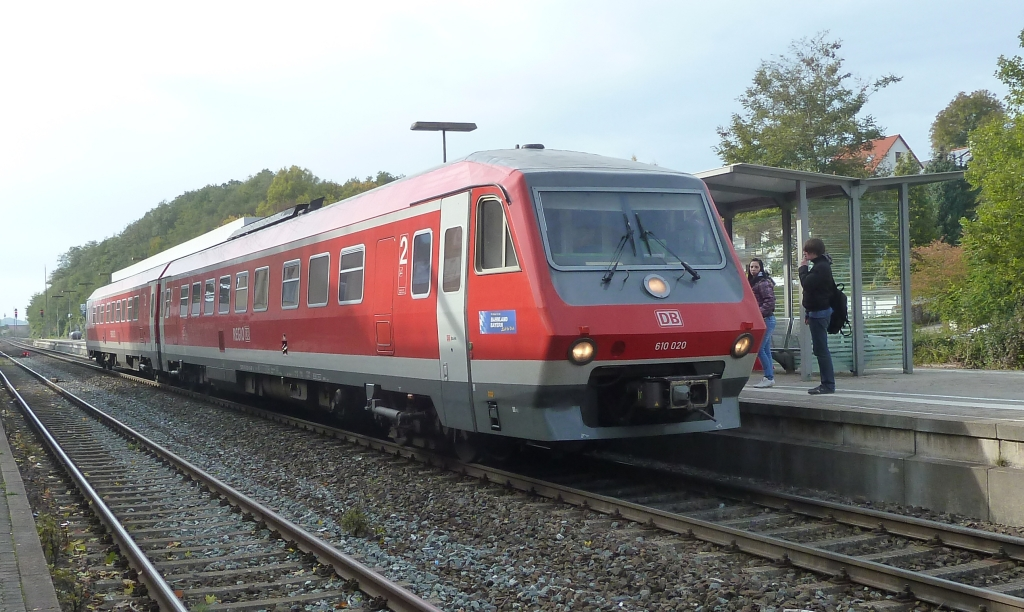
Autorail DB Class 610 020 en gare de Hersbruck en Allemagne

Le DB Classe 610 est un autorail exploité par la Deutsche Bahn en Allemagne. Ils furent construits de 1991 à 1992 par MAN et DUEWAG. La classe utilise un système Fiat hydraulique inclinable utilisé dans les trains Pendolino italiens.